# Junioren-Fußball-Südamerikameisterschaft 1958
Die II. Junioren-Fußball-Südamerikameisterschaft 1958 fand vom 13. März 1958 bis zum 2. April 1958 in Chile statt.
Ausgetragen wurden die Begegnungen zur Ermittlung des Turniersiegers der auch als Juventud de América bezeichneten Veranstaltung in den Städten Santiago und Valparaíso. Es nahmen am Turnier die Nationalmannschaften Argentiniens, Brasiliens, Chiles, Perus, Uruguays und Venezuelas teil.
Gespielt wurde im Gruppenmodus in einer einzigen Gruppe. Aus der Veranstaltung ging Uruguay als Sieger hervor. Die Plätze zwei bis vier belegten die Nationalteams aus Argentinien, Brasilien und Peru.
Torschützenkönig des Turniers war der Argentinier Norberto Raffo mit fünf erzielten Treffern.
Der Kader der Siegermannschaft bestand aus folgenden Spielern:
Héctor Salvá (Canillitas), Eduardo Endériz (Central), Julio Dalmao (Cerro), Héctor Silva, Yamandú Solimando, Nelson Quimpos (alle Danubio), Jorge Campanella, Juan Dimitrio (beide Nacional), Carlos Fernández Carranza, Roberto González, Luis Gutiérrez, Ruben Martínez, Mario Mederos (alle Peñarol), Héctor Alcántara, Julio Benítez, Ignacio Bergara (Racing), Mario Salvo (Rampla Juniors), Ruben González (River Plate) und Luis Barbas (Wanderers).